# 플라시보 (밴드)
플라시보(Placebo)는 1994년 영국에서 결성된 얼터너티브 록 밴드이다. 지금까지 5장의 정규 앨범과 6장의 EP 앨범, 27장의 싱글 앨범을 발매했다. 그들은 비영어권 나라를 포함한 전 세계적으로 적지 않은 인지도를 얻었다. 또한, 영국에서만 백만 장, 전 세계에선 천만 장 이상의 앨범 판매고를 달성했다.
포스트 그런지로 시작한 밴드는 1집 발매 이후 신시사이저와 같은 악기들과 전통적인 음색을 이용하여 좀 더 부드러운 음악을 하게 되었다.

## 멤버
- 브라이언 몰코(Brian Molko): 메인 보컬, 기타, 하모니카, 키보드, 색소폰, 작사담당
- 스테판 올스달(Stefan Olsdal): 베이스 기타, 키보드, 보컬

### 이전 구성원
- 스티브 포레스트 (Steve Forrest) : 드럼, 보컬 (2008-2015 2.2)
- 스티브 휴잇(Steven Hewitt): 드럼, 타악기 (1994, 1996–2007)
- 로버트 슈르츠베르그(Robert Schultzberg): 드럼 타악기 (1994–1996)
- 윌리엄 로이드(William (Bill) Lloyd): 베이스 기타, 키보드
- 알렉스 리(Alex Lee): 기타, 키보드, 보컬

## 디스코그라피

### 정규앨범
- Placebo (1996년)
- Without You I'm Nothing (1998년)
- Black Market Music (2000년)
- Sleeping with Ghosts (2003년)
- Meds (2006년)
- Battle For The Sun (2009년)
- Loud Like Love (2013년)
- Never Let Me Go (2022년)